# Palesha Goverdhan
Palesha Goverdhan (Nepali पलेशा गोवर्धन; * 25. Juli 2003 in Kathmandu) ist eine nepalesische Taekwondoin, die 2024 die erste olympische Medaille Nepals in Paralympischen Sommerspielen gewann.

## Leben
Palesha Goverdhan wurde mit einer Gliedmaßenschwäche an der linken Hand geboren. In der Schule nahm sie am Unterricht von Kampfsportarten teil und begann 2014 mit Taekwondo. Sie studiert an der Tongji-Universität in Shanghai Architektur (Stand 2024) und spricht Nepali und Englisch.

## Karriere

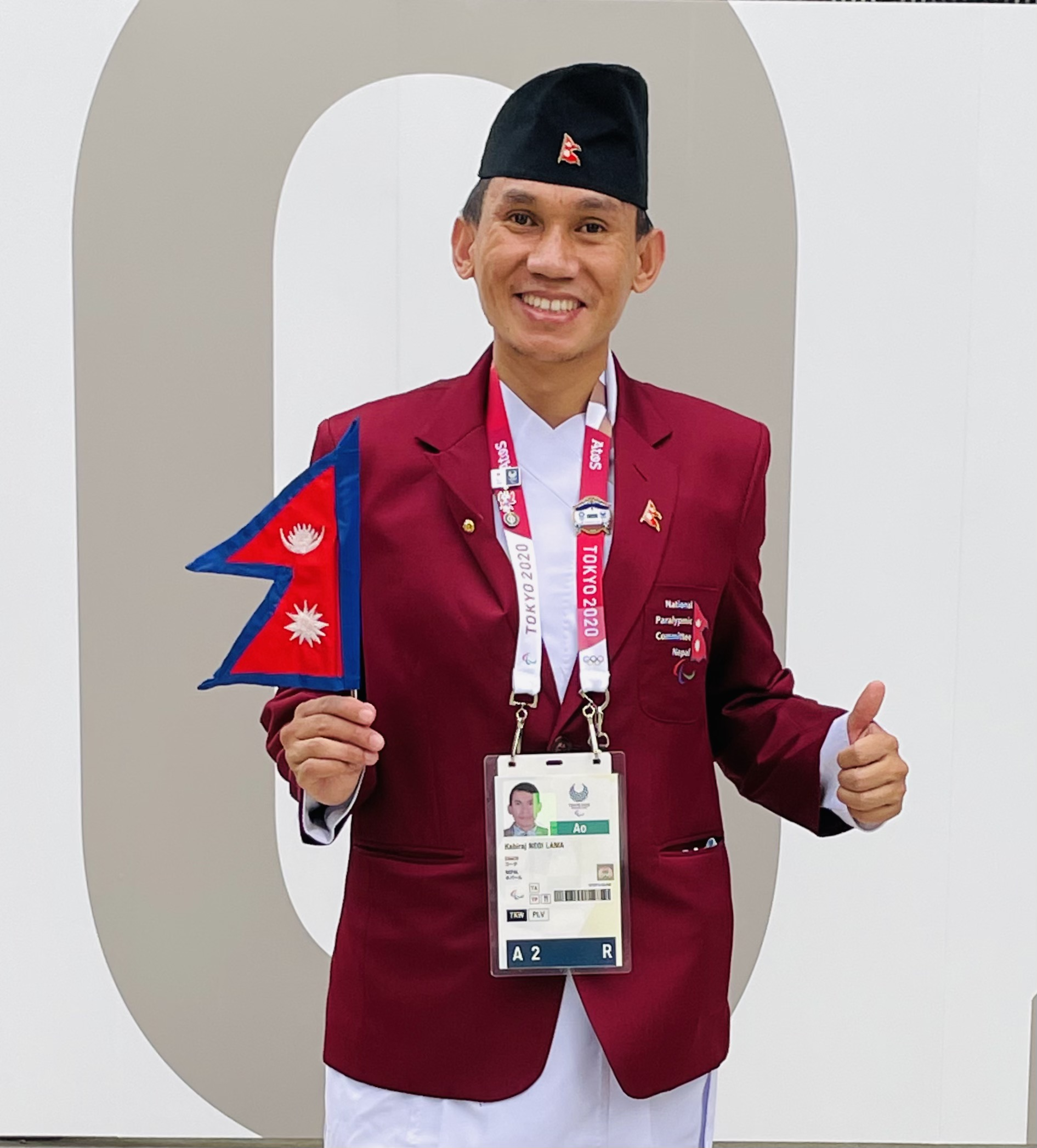
Trainer Kabirai Negi Lama in Tokio 2021

Seit 2017 nimmt Palesha Goverdhan an Taekwondo Para-Wettkämpfen in der Kategorie K44 teil. Bei den Para-Weltmeisterschaften 2017 kam sie in der Gewichtsklasse bis 58 kg auf den fünften Platz. Bereits 2018 gewann sie eine Bronzemedaille bei den asiatischen Para-Taekwondo-Meisterschaften in Vietnam. Im selben Jahr schloss sie die Para-Weltmeisterschaften auf Platz neun ab.
Bei den Paralympischen Sommerspielen 2020 in Tokio, die wegen der COVID-19-Pandemie erst 2021 stattfanden, wurde sie Fahnenträgerin ihres Landes bei der Eröffnungsfeier und verpasste die Bronzemedaille nur knapp. Sie kam in der Gewichtsklasse bis 58 kg auf den fünften Platz.
2022 wurde sie die erste Sportlerin Nepals, die bei asiatischen Para-Meisterschaften eine Bronzemedaille erhielt. Im Jahr davor hatte sie bereits Gold bei den Jugend-Meisterschaften gewonnen.
Palesha Goverdhan qualifizierte sich für die Paralympischen Sommerspiele 2024 in Paris, indem sie beim asiatischen Qualifikationsturnier im Finale die Iranerin Leila Mirzae besiegte. In Paris war sie wieder Fahnenträgerin bei der Eröffnungsfeier und kämpfte in der Gewichtskategorie bis 57 kg. Durch ihren Sieg gegen die Französin Sophie Caverzan in der Hoffnungsrunde mit 2:1 konnte sie im Kampf um die Bronzemedaille antreten. Dort bezwang sie die Serbin Marija Micev mit 15:8 und erhielt die Bronzemedaille, die erste Medaille Nepals bei Paralympischen Spielen und olympischen Spielen überhaupt. Für ihren Sieg erhielt sie von der nepalesischen Regierung ein Preisgeld.
Sie wird von Kabiraj Negi Lama trainiert und besitzt den schwarzen Gürtel, 2. Dan.

## Auszeichnungen
- 2022 Best Para Athlete der Nepal National and International Players' Association [NNIPA][1]
- 2023 zur besten Para-Athletin durch das Nepal Journalists Sport Forum gewählt[1]